# Гротсланг
Гротсланг је легендарно криптозоолошко створење које има репутацију да живи у дубокој пећини Рихтерсвелд у Јужној Африци.

## Легенде
Према легенди, Гротсланг је створење које је старо као и свет. Приче кажу да су богови направили страшну грешку у стварању Гротсланга тако да су му дали огромну снагу, лукавство и интелект. Схвативши своју грешку, богови су Гротсланге поделили на засебне животиње, и тако су наводно настали први слонови и змије. Но, наводно је тада један од Гротсланга побегао. Наводно једе слонове тако да их намами у своју пећину и убије.